# Adrian Torralba
Adrian Torralba (* 21. Januar 2003) ist ein spanischer Eishockeyspieler, der seit Beginn seiner Karriere beim CH Jaca in der Spanischen Superliga unter Vertrag steht.

## Karriere
Adrian Torralba begann seine Karriere als Eishockeyspieler in der Jugend des CH Jaca, für dessen erste Mannschaft er in der Saison 2020/21 sein Debüt in der Spanischen Superliga gab. Bereits in seiner zweiten Spielzeit bei den Erwachsenen konnte er den spanischen Meistertitel und die Copa del Rey gewinnen.

### International
Für Spanien nahm Torralba im Juniorenbereich an der U18-Weltmeisterschaft 2019 sowie der U20-Weltmeisterschaften 2020, 2022 und 2023 jeweils in der Division II teil.
Im Seniorenbereich stand er erstmals bei der Weltmeisterschaft 2022 in der Division II im spanischen Aufgebot. Auch 2023, als ihm mit den Iberern nach zwölf Jahren die Rückkehr in die Division I gelang, spielte er in der Division II.

## Erfolge und Auszeichnungen
- 2023 Spanischer Meister und Pokalsieger mit dem CH Jaca
- 2023 Aufstieg in die Division I, Gruppe B, bei der Weltmeisterschaft der Division II, Gruppe A